# Союз Архитекторов Азербайджана
Сою́з архите́кторов Азербайджана — профессиональное творческое объединение архитекторов Республики.

## История
В 1934 году, в связи с централизацией творческих союзов в СССР, различные архитектурно-творческие союзы были объединены в единый Союз архитекторов СССР. В марте 1934 года был создан организационный комитет для проведения Первого съезда архитекторов Азербайджана, председателем которого был избран Гахраман Мамедов. Комитет выполнил большую работу по созданию Устава, программы и структуры Союза архитекторов в Азербайджане.
На Первом съезде 1936 году вице-председателем правления Союза архитекторов Азербайджана был избран Садых Дадашев.
Вскоре возглавил правление Союза архитекторов Микаил Усейнов, который почти 50 лет руководил этой должностью.
С получением Азербайджанской Республики политической и социально-экономической независимости в деятельности Союза архитекторов произошли изменения, отвечающие новым социальным условиям, требованиям рыночной экономики и демократии.
Союз архитекторов Азербайджана сыграл ведущую роль в благоустройстве городов и сел страны, формировании архитектурного облика, а также в направлении творческих процессов. В эти годы множество архитекторов были удостоены званий лауреатов международных конкурсов, награждены почетными званиями, орденами и медалями.

## Председатели Союза архитекторов Азербайджана
- Микаил Усейнов — (1947—1992)
- Ильхам Алиев — (1992—2002)
- Аббас Алескеров — (7 сентября 2007 — 6 ноября 2012)
- Эльбай Гасымзаде — (6 ноября 2012 — по настоящее время)

## Почетные члены Союза архитекторов Азербайджана
Заха Хадид — 5 ноября 2013 году

## Съезды архитекторов Азербайджана

### I Съезд
Первый съезд архитекторов Азербайджана состоялся с 4 по 7 марта 1936 года. В работе съезда участвовали государственные деятели, такие как Рухулла Ахундов, Султан Меджид Эфендиев и Гамид Султанов. На съезд было избрано всего 64 представителя архитекторов.

### XVIII Съезд
6 ноября 2012 года прошел XVIII съезд Союза архитекторов Азербайджана.
На съезде были избраны новые руководители Союза архитекторов
- Председатель управления: Гасымзаде Эльбай Энвер оглы
- Секретарь: Мамедова Гюльчохра Хусейн кызы
- Секретарь: Моллазаде Фархад Эдхам оглы
- Секретарь: Бейлеров Ильгар Хыдыр оглы
- Ответственный секретарь: Алиев Эльчин Тофик оглы